# Gendarmeriekreuz

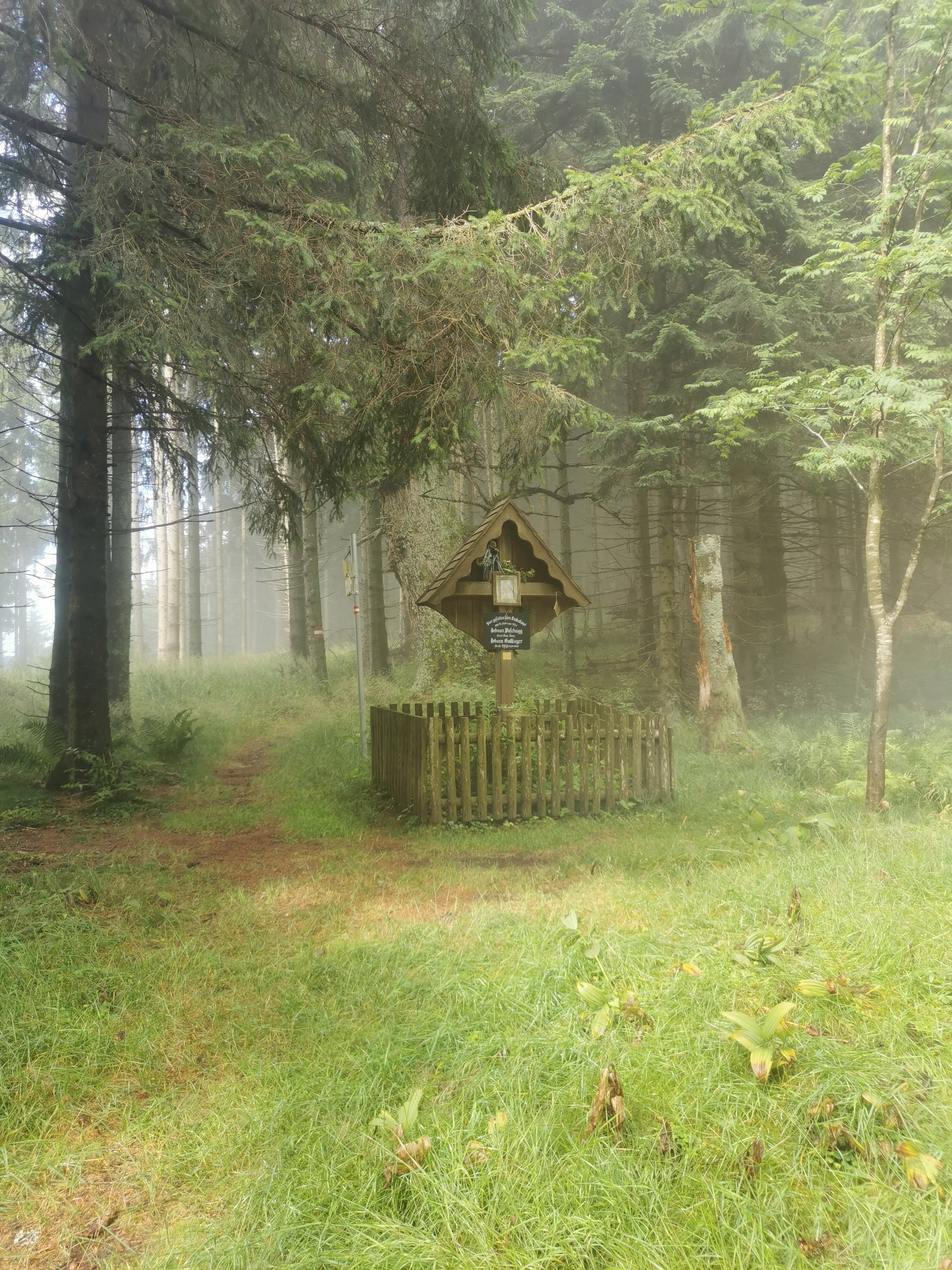
Das Gendarmeriekreuz und seine Umgebung

Das Gendarmeriekreuz ist ein Wegkreuz auf einem Sattel der Hochalpe in der Steiermark. Es erinnert an ein Gefecht im Rahmen der Februarkämpfe 1934, bei dem zwei Verfolger der Aufständischen um Koloman Wallisch den Tod fanden.

## Lage und Beschreibung

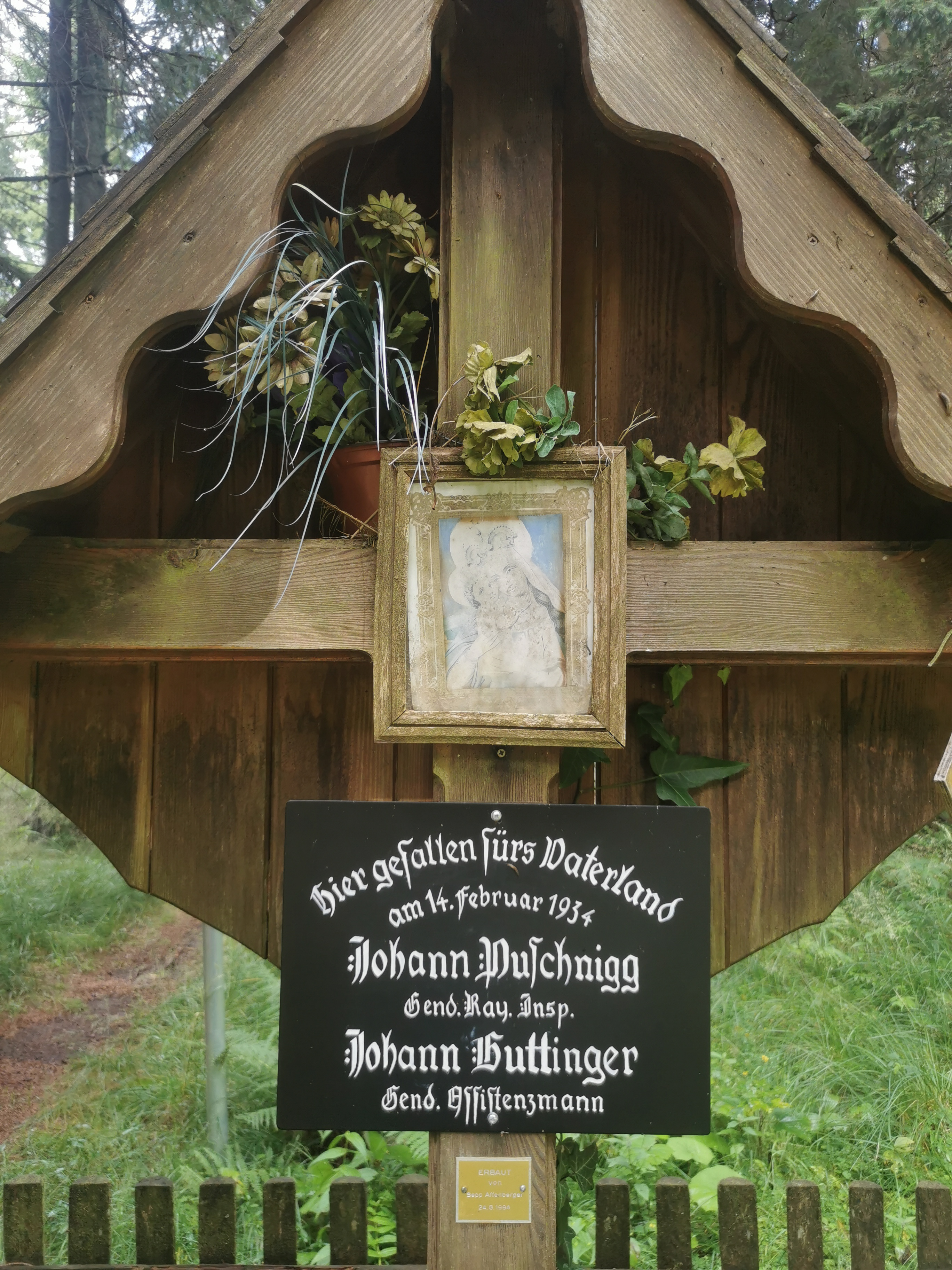
Marienbild und Gedenktafel

Das Gendarmeriekreuz liegt auf einem 1198 m hohen, namenlosen Sattel zwischen der Anhöhe Bei den drei Pfarren im Westen und einer unbenannten Kuppe nahe der sogenannten Wieser Höhe im Osten. Beide sind Teil der Hochalpe, eines langgestreckten Bergrückens im gleichnamigen nördlichen Abschnitt der Gleinalpe. Nördlich unterhalb des Sattels liegt die Straße zum Eisenpass, der in der Vergangenheit eine verhältnismäßig einfache Querung des Gebirges ermöglichte. Südlich des Sattels befindet sich der verkehrstechnisch kaum bedeutende Laufnitzgraben.
Es handelt sich um ein schlichtes Holzkreuz mit Überdachung, das in einer kleinen Umfriedung steht. Das Kreuz trägt ein verblasstes Bild der Gottesmutter mit Kind sowie eine Tafel mit Inschrift, die auf seine Entstehung hinweist. Eine kleine Zusatztafel vermerkt die Erneuerung des Kreuzes im Jahr 1994. Der Text der Inschrift lautet:

„Hier gefallen fürs Vaterland
am 14. Februar 1934
Johann Puschnigg
Gend. Ray. Insp.
Johann Buttinger
Gend. Assistenzmann“

### Die genannten Personen
Der Gendarmerie-Rayonsinspektor Puschnigg (* 14. April 1898) stammte vom Gendarmerieposten in Jagerberg, wo sich an der Pfarrkirche eine Gedenktafel für ihn befindet. Sein Nachname ist auch in den Varianten Puschnig und Puschnik überliefert. Er starb durch einen Kopfschuss. Der Gendarmerie-Assistenzmann Buttinger (auch: Puttinger; * 15. Dezember 1901) gehörte eigentlich dem Freiwilligen Schutzkorps an und war im nahen Frohnleiten stationiert. Er starb durch (zumindest) einen Bauchschuss.

## Historischer Kontext

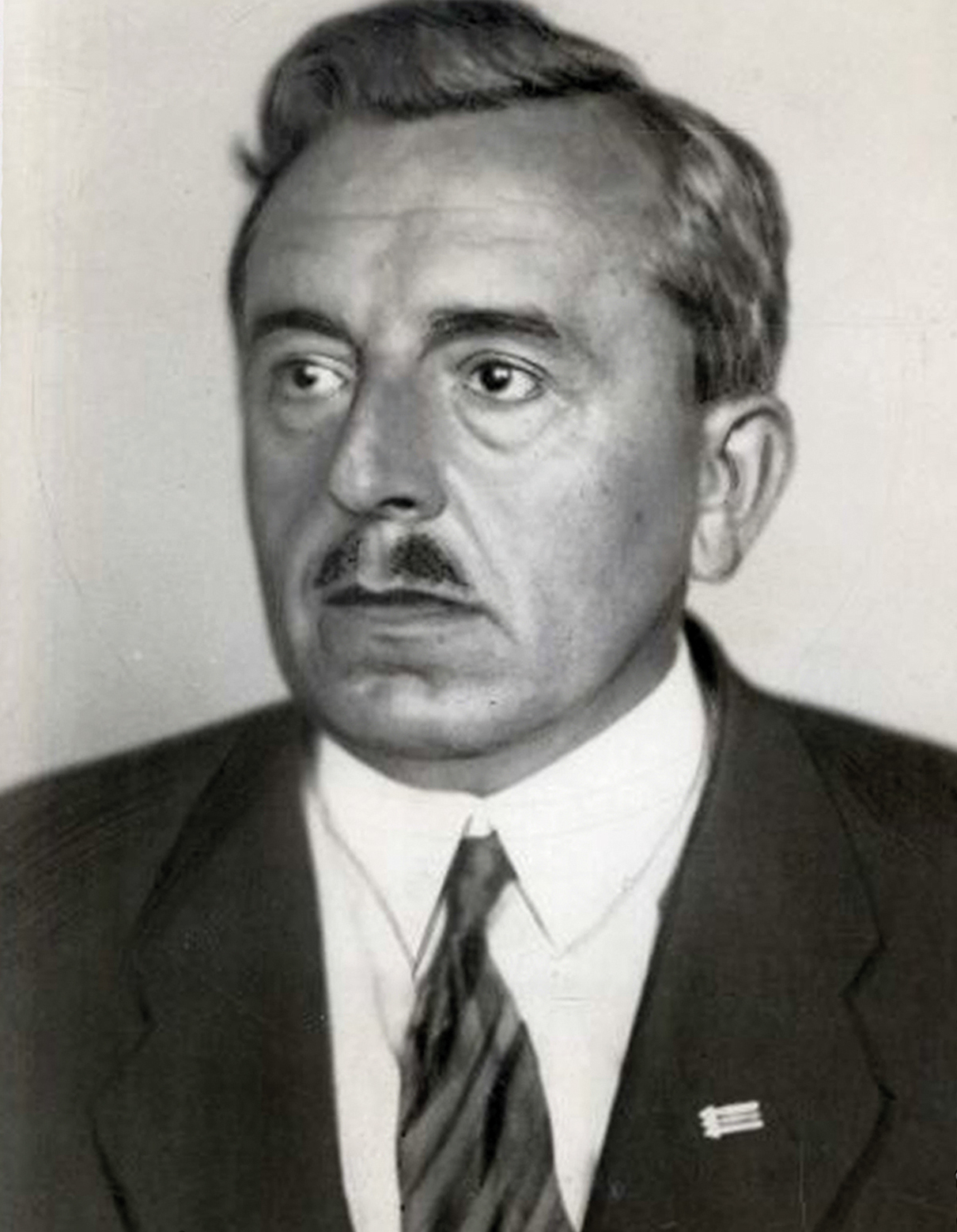
Kolomann Wallisch

Das genannte Datum verweist auf die Februarkämpfe des Jahres 1934, einen bürgerkriegsähnlichen Konflikt zwischen der Sozialdemokratischen Arbeiterpartei bzw. dem ihr zugehörigen, paramilitärischen Republikanischen Schutzbund einerseits und den Organen und Unterstützern des am Weg in die Diktatur befindlichen Ständestaates unter Bundeskanzler Engelbert Dollfuß andererseits. Außerhalb Wiens erreichte der Konflikt vorrangig an bedeutenden Industriestandorten mit entsprechend großer, organisierter Arbeiterschaft einige Intensität. In der Steiermark traf dies auf das Umfeld der Städte Bruck an der Mur, Leoben und Kapfenberg mit ihrer bedeutenden Montanindustrie zu.
Als die Kämpfe am 12. Februar 1934 losbrachen, eilte der sozialdemokratische Landtagsabgeordnete Koloman Wallisch von Graz nach Bruck, um dort die politische Führung des Aufstands zu übernehmen. Nach lokalen Erfolgen mussten die Aufständischen jedoch am Morgen des 13. Februar angesichts des auf Bruck vorrückenden Bundesheeres die Flucht antreten. Wallisch und rund 400 seiner Mitstreiter flüchteten durch den Utschgraben, der von Bruck im Norden zum Eisenpass führt. Sie querten die verschneite Hochalm (wohl ebenfalls im Umfeld des Gendarmeriekreuzes) und wollten über den Laufnitzgraben ins Murtal gelangen, um von dort weiter nach Jugoslawien zu flüchten. Bald erreichte sie jedoch die Nachricht, dass die Ortschaft Frohnleiten, wo der Laufnitzgraben sich zum Murtal öffnet, bereits von Gendarmerie und Freiwilligem Schutzkorps besetzt war. So flüchteten die Verzweifelten zurück in die verschneiten Berge, wo sie sich in kleinere Gruppen aufteilten und in Ställen und Scheunen übernachteten. Am Morgen des 14. Februar rückten Gendarmerie und Schutzkorps in die Berge vor und verhafteten einige der Aufständischen, die verbliebenen zogen sich in höhere Lagen zurück. Schließlich musste Wallisch die Aussichtslosigkeit der Lage anerkennen und empfahl seinen verbliebenen Mitstreitern, sich zu zerstreuen. Nur etwa 25 bis 30 Personen blieben weiterhin mit Wallisch in den Bergen.
Angehörige dieser Gruppe lieferten sich am Nachmittag des 14. Februar auf jenem Sattel zwischen Laufnitzgraben und Eisenpass ein Feuergefecht mit der Gendarmerie, bei welchem die beiden am Kreuz genannten Personen ums Leben kamen. Über Opfer auf Seiten der Aufständischen ist nichts bekannt. Wallisch harrte noch bis 16. Februar in den Bergen aus. Am 18. Februar versuchte er per Auto und Zug zu flüchten, wurde jedoch am Bahnhof von Ardning erkannt, verhaftet und standrechtlich zum Tode verurteilt.

### Errichtung des Kreuzes
Nach dem Scheitern des Aufstandes wurden von staatlicher Seite einige Mahnmale für die Opfer auf Seiten der Gendarmerie, des Militärs und des Schutzkorps errichtet, darunter auch das Gendarmeriekreuz. Es wurde am 22. Oktober 1934 enthüllt und war in der Vergangenheit ein Ort für Gedenkveranstaltungen, die mittlerweile jedoch nicht mehr stattfinden. Anders als das entlegene Gendarmeriekreuz haben viele der zwischen 1934 und dem Anschluss Österreichs 1938 von Seiten des autoritären Ständestaates aufgestellten Denkmäler die folgenden Wechsel der politischen Systeme nicht überstanden, sodass das Gendarmeriekreuz mittlerweile als historisches Zeugnis gelten darf.